# 劳特岛 (大巽他群岛)
勞特島是印度尼西亞的島嶼，位於望加錫海峽，屬於大巽他群島的一部分，由南加里曼丹省負責管轄，面積2,062平方公里，最高點海拔高度725米，人口約80,000。
3°40′50″S 116°09′49″E / 3.68056°S 116.16361°E